# Abel de Reims
Pour les articles homonymes, voir Abel (homonymie).
Abel de Reims, Abel de Lobbes ou saint Abel, est archevêque de Reims de 744 à 748 puis démissionnaire. Il est reconnu comme saint par les Églises catholique et orthodoxe ; sa célébration liturgique a lieu le 5 août.

## Résumé biographique
D'origine écossaise, irlandaise ou anglaise, à l'instar de saint Boniface, il est sans doute venu au Nord du royaume des Francs et en Germanie pour évangéliser.
Il devint moine à l'abbaye de Lobbes au diocèse de Liège (aujourd'hui en Belgique). Puis il fut nommé archevêque de Reims en 744 avec le soutien du pape Zacharie au concile de Soissons pour succéder à saint Milon placé par son père Liévin sans ordination, et qui cumula de nombreuses fautes.
Son ministère s'avéra difficile en raison de l'indiscipline de plusieurs membres du clergé et par les violences des leudes. Il dut céder sa place à Tilpin ce qui la força, pourtant pasteur légitime, à trouver refuge à l'abbaye de Lobbes, qu'il connaissait déjà et dont il devint l'abbé.
En 751, Boniface adressa une fois de plus une lettre au pape Zacharie, dans laquelle il déplorait les injustices du contrôle laïc sur l'Église, mais ses anciennes ambitions de changer cela ne se réalisèrent pas de son vivant.
Il mourut un 5 août entre 751 et 764,,.

### Articles liés
- Liste des évêques et archevêques de Reims
- Archidiocèse de Reims